# Tebibit
Tebibit là một bội số của bit, một đơn vị thông tin, tiền tố bội số dựa trên chuẩn tebi (ký hiệu Ti), một tiền tố nhị phân có nghĩa 240. Ký hiệu đơn vị của tebibit là Tibit.
1 tebibit = 240 bits = 1099511627776bits = 1024 gibibits
Tebibit có liên quan chặt chẽ với terabit, đơn vị tương ứng sử dụng tiền tố số liệu tera, là 1012 bits.